# Kingdom Holding
Die Kingdom Holding Company (arabisch شركة المملكة القابضة, DMG šarikat al-mamlaka al-qābiḍa) ist eine Investmentgesellschaft in Saudi-Arabien. Ihr Geschäftsführer ist der Milliardär Prinz al-Walid ibn Talal, der auch 94 % der Firmenanteile hält. Die Kingdom Holding ist an zahlreichen Unternehmen weltweit beteiligt und im Tadawul All-Share Index gelistet. Ihr Hauptsitz in der saudischen Hauptstadt Riad befindet sich im Kingdom Centre. Hanadi Zakaria al-Hindi, die erste saudische Flugpilotin, ist bei der Holding angestellt. Die Kingdom Holding ist, gemessen am Umsatz, hinter Aramco und SABIC das größte Unternehmen Saudi-Arabiens.
2006 startete Prinz Walid mit einem Emissionsvolumen von sechs Mrd. Dollar den Börsengang von 30 % der Kingdom Holding. Lediglich 6 % der Anteile sind öffentlich, die restlichen 94 % hält der Prinz.
Im Dezember 2011 erwarb die Kingdom Holding Company für 300 Millionen US-Dollar einen Anteil von knapp 4 Prozent an Twitter. Neben der Übernahme durch Elon Musk im Jahr 2022 wurde al-Walid ibn Talal zum zweitgrößter Anteilseigner des sozialen Netzwerks, wobei Teile seines Investments von der Kingdom Holding gehalten werden.

## Beteiligungen
Kingdom hält unter anderem an folgenden bedeutenden Unternehmen Anteile:
| Anteil | Gesellschaft                            | Staat              |
| ------ | --------------------------------------- | ------------------ |
| 35,2 % | Fairmont Raffles Holdings International | Kanada             |
| 47,5 % | Four Seasons Holding Inc.               | Kanada             |
| 33,3 % | Mövenpick Hotels and Resorts AG         | Schweiz            |
| 2 %    | Citigroup                               | Vereinigte Staaten |
| 37 %   | Flynas                                  | Saudi-Arabien      |
| 7 %    | News Corporation                        | Vereinigte Staaten |
| 4 %    | X Corp. (vorm. Twitter)                 | Vereinigte Staaten |
| 94 %   | Kingdom Tower                           | Saudi-Arabien      |